# Pilă de combustie microbiană
Pila de combustie microbiană este o pilă de combustie care funcționează pe baza reacțiilor metabolice ale microorganismelor pe electrozi.